# Conchylodes hebraealis
Conchylodes hebraealis là một loài bướm đêm trong họ Crambidae.